# Nikoła Karaklajić
Nikoła Karaklajić (în limba sârbă Никола Караклајић) (n. 24 februarie, 1926, Belgrad, d. 16 decembrie 2008, Belgrad) a fost un maestru internațional de șah din Serbia. 
A început să joace șah în școala primară, dar abia după al Doilea Război Mondial s-a înscris la turnee.
Studiile universitare le-a făcut la Universitatea din Belgrad, unde a studiat engleza și franceza (în afară de aceste limbi mai vorbea rusa, germana și italiana).
A câștigat titlul național pentru prima dată în 1950, iar din 1955 a fost maestru internațional.
A câștigat mai multe turnee internaționale, precum cele de la San Benedetto del Tronto (1958), Singapore (1968), Belgrad (1969), La Valletta (1990, 1992, 1994, 1996).
Cu echipa Iugoslaviei a câștigat medalia de argint la Olimpiada de șah de la Moscova (1956) și la Campionatele europene la Viena (1957).
A fost mulți ani antrenor de șah la clubul "Partizan" din Belgrad.
A fost arbitru principal la rejucarea meciului între Bobby Fischer și Boris Spasski în 1992. 
Din 1957 până în 1982 a lucrat ca redactor muzical la Radio Belgrad, unde a fost primul disc jockey care a difuzat un disc Beatles în Europa de Est. La început, ca să evite cenzura, care îi cerea ca toate țările să fie reprezentate egal, îi prezenta de exemplu pe Beatles drept o formație din Japonia care cântă în engleză. 
Programul pe care îl difuza duminică seara se numea Veče uz radio („O seară lângă radio”).

## Cărți
- Da te Pitam, ed. Chess Informant, tradusă în lb. arabă